# مقاطعة أكسفورد (مين)
مقاطعة أكسفورد هي مقاطعة في مين، بلغ عدد سكانها 57٬833  نسمة، في 2010، عاصمتها باريس، تبلغ مساحتها 5٬634 كيلومتر مربع.

## الموقع
تشترك في الحدود مع:
- مقاطعة فرانكلين (مين)
- مقاطعة كارول (نيو هامبشاير)
- مقاطعة يورك (مين).

## التقسيمات الإدارية
- Andover, Maine [الإنجليزية]‏
- Bethel, Maine [الإنجليزية]‏
- Brownfield, Maine [الإنجليزية]‏
- Buckfield, Maine [الإنجليزية]‏
- بايرون
- كانتون
- دنمارك
- ديكسفيلد
- فرايبورغ
- غيليد
- غرينوود
- هانوفر
- هارتفورد
- هيبرون
- هيرام
- Lincoln Plantation, Maine [الإنجليزية]‏
- لوفيل
- Magalloway, Maine [الإنجليزية]‏
- مكسيكو
- Milton, Maine [الإنجليزية]‏
- نيوري
- North Oxford, Maine [الإنجليزية]‏
- Norway, Maine [الإنجليزية]‏
- أوتيسفيلد
- أوكسفورد
- باريس
- بيرو
- Porter, Maine [الإنجليزية]‏
- Roxbury, Maine [الإنجليزية]‏
- Rumford, Maine [الإنجليزية]‏
- South Oxford, Maine [الإنجليزية]‏
- Stoneham, Maine [الإنجليزية]‏
- Stow, Maine [الإنجليزية]‏
- Sumner, Maine [الإنجليزية]‏
- Sweden, Maine [الإنجليزية]‏
- Upton, Maine [الإنجليزية]‏
- Waterford, Maine [الإنجليزية]‏
- West Paris, Maine [الإنجليزية]‏
- Woodstock, Maine [الإنجليزية]‏.

## أعلام
- هانيبال كيمبل
- ريتا شاو
- ويليام والاس كيمبل